# 총사령관
총사령관(總司令官)은 국가에서 그 나라의 군대를 지휘 감독하는 최고 권한을 가진 지위로, 군 지휘 계통의 정점에 위치한다.
현대 대한민국을 포함한 대부분의 국가에서 군대 내 보직으로서 총사령관이 존재하지 않는다. 예외적으로 러시아는 각군의 참모총장을 총사령관으로 부른다.
대한민국에서는 대통령이 국군통수권을 가지고 있다.